# Indonesia Open (badminton) de 1992
O Indonesia Open de 1992 de badminton foi realizado em Semarang, de 16 a 20 de Setembro de 1992. Foi a décima primeira edição do torneio e a premiação foi de US$166,000.

## Resultados finais
| Categoria         | Campeões                               | Finalista                      | Placar             |
| ----------------- | -------------------------------------- | ------------------------------ | ------------------ |
| Simples Masculino | Ardy Wiranata                          | Joko Suprianto                 | 15–7, 6–15, 15–9   |
| Simples Feminino  | Ye Zhaoying                            | Sarwendah Kusumawardhani       | 11–7, 11–6         |
| Duplas Masculinas | Eddy Hartono & Rudy Gunawan            | Ricky Subagja & Rexy Mainaky   | 15–12, 15–5        |
| Duplas Femininas  | Rosiana Tendean & Erma Sulistianingsih | Gillian Clark & Gillian Gowers | 15–12, 15–9        |
| Duplas Mistas     | Par-Gunnar Jonsson & Maria Bengtsson   | Aryono Miranat & Eliza         | 15–12, 11–15, 15–9 |